# Kőgazdag Fiatalok
A Kőgazdag fiatalok 2023-ban bemutatott magyar reality, amely az amerikai Rich Kids of Beverly Hills című sorozat alapján készült.

## A műsor bemutatása
A sorozatban szereplő fiatalokat influenszerek és magamutogató tinik közül válogatták, ők játsszák el a mérhetetlenül gazdag szereplőket. A műsort, jellegénél fogva, realityként, azaz valóságshow-ként határozzák meg, bár a sztorinak a valósághoz és a szereplők valós anyagi helyzetéhez kevés köze van. A sorozat egy olyan, huszonévesekből álló csoport életére fókuszál, akik a szerepük szerint jellemzően gazdag, tehetős családból származnak, vagy abban élnek, és így a mindennapjaikban bármennyi pénz elköltésére lehetőségük van, gyakran teljesen értelmetlennek tűnő dolgokra is.

## Évadok
| Évad | Évad | Részek száma | Részek száma | Eredeti sugárzás     | Eredeti sugárzás  | Eredeti adó |
| Évad | Évad | Részek száma | Részek száma | Évadbemutató         | Évadzáró          | Eredeti adó |
| ---- | ---- | ------------ | ------------ | -------------------- | ----------------- | ----------- |
|      | 1.   | 15           | 15           | 2023. szeptember 18. | 2023. október 6.  |             |
|      | 2.   | 20           | 20           | 2024. október 14.    | 2024. november 8. |             |

A TV2 2023 áprilisában a Digital Media Hungary-n jelentette be, hogy elkészül a Rich Kids magyar adaptációja. 2023. szeptember 1-én kiderült a műsor magyar címe és a kezdési időpontja.
A sorozatot 2023. szeptember 18-án mutatta be a TV2. 2024 áprilisában bejelentették a folytatását.
A csatorna a második évad vetítése során az első héten, 3 rész után úgy döntött, hogy a műsort kiveszi a főműsoridőből, ezzel a produkció a tévés gyakorlat alapján megbukott. A második héten ennek ellenére növekvő tendenciát mutat a nézettsége, de az még így is alacsony.

## Szereplők
| Szereplő        | 1. évad | 2. évad |
| --------------- | ------- | ------- |
| Ágoston Filip   |         |         |
| Bárány Aurél    |         |         |
| Dulin Metta     |         |         |
| Papp Olivér     |         |         |
| Tuvic Alexandra |         |         |
| Szanyi Vanda    |         |         |
| Takách Kata     |         |         |
| Herceg Csaba    |         |         |
| Herceg Letícia  |         |         |